# Ricardo López Jordán
Ricardo Ramón López Jordán (Paysandú, Uruguay; 30 de agosto de 1822-Buenos Aires, 22 de junio de 1889) fue un militar y político argentino, hijo de otro general del mismo nombre, uno de los últimos caudillos influyentes en la política de su país. Se rebeló en tres ocasiones contra el gobierno de Buenos Aires, siendo derrotado en todos sus intentos.

## Comienzos
Nació el 30 de agosto de 1822 en Paysandú, en el actual Uruguay, hijo del general Ricardo López Jordán, exgobernador de Entre Ríos, que se encontraba allí exiliado, y de Josefa Cardoso. Era sobrino del caudillo Francisco Ramírez.
Regresó a Entre Ríos con su padre en 1824 hasta 1827, año en que este tuvo que salir de nuevo hacia el Uruguay. Cuando, en 1830, su padre intentó recuperar el poder en la provincia (con apoyo de Juan Lavalle), envió a Ricardo a estudiar al Colegio San Ignacio de Buenos Aires.
A fines de 1841 se incorporó al ejército del gobernador Justo José de Urquiza en la defensa de su provincia frente a la invasión desde Corrientes. El 6 de diciembre de 1842 peleó en la batalla de Arroyo Grande bajo las órdenes del general uruguayo Manuel Oribe contra las fuerzas de Fructuoso Rivera y fue enviado a Buenos Aires a llevar la noticia de la victoria. Dedicó los siguientes meses a convencer a Juan Manuel de Rosas de liberar a su padre, lo que finalmente consiguió. Este cumplió la promesa de su hijo a Rosas de que no volvería a meterse en política.
Acompañó a Urquiza en su campaña en el Uruguay luchando en la batalla de India Muerta y en la campaña a la provincia de Corrientes, luchando en Laguna Limpia (contra José María Paz, el 14 de febrero de 1846) y Vences. En 1849 fue nombrado comandante militar de Concepción del Uruguay, ciudad originaria de los López Jordán, de Ramírez y de Urquiza.
Después del Pronunciamiento de Urquiza del 1 de mayo de 1851 y de la invasión al Uruguay, con el grado de capitán, fue el emisario de este para obtener la rendición de Manuel Oribe, que ya llevaba ocho años sitiando a Montevideo. Fue en esa ciudad en donde el pintor Amadeo Gras lo retrató al óleo. Como parte del Ejército Grande, hizo la campaña que terminó con el derrocamiento de Juan Manuel de Rosas en la batalla de Caseros, donde luchó como uno de los jefes de caballería. Regresó luego a recuperar su cargo de comandante de Concepción del Uruguay.
El 21 de noviembre de 1852, después de la revolución del 11 de septiembre, Buenos Aires envió una invasión doble a Entre Ríos. Una de las columnas, al mando del general Manuel Hornos, desembarcó en Gualeguaychú y consiguió derrotar al coronel Galarza. Llegó hasta las afueras de Concepción del Uruguay, pero fue derrotado por López Jordán con una fuerza compuesta principalmente de estudiantes del Colegio de esa ciudad.
En 1858 realizó una breve incursión en el Uruguay, para proteger al gobierno de ese país de una invasión apoyada desde Buenos Aires. Ese mismo año fue elegido diputado nacional y se radicó en Paraná. 
En 1859 contrajo matrimonio con Dolores Puig, con quien tuvo siete hijos: Josefa, Tomasa Dolores, Ricardo Salvador, Simón Eduardo, Ramón Guillermo, Mercedes y Sara. Ese mismo año, reasumió el cargo de comandante de Concepción del Uruguay. Al iniciarse la campaña de Cepeda, fue encargado de organizar la Guardia Nacional de Santa Fe, logrando en poco tiempo reunir 3500 hombres. Participó en la batalla de Cepeda, el 23 de octubre; y por sus merecimientos en aquella campaña, el 28 de abril de 1860 recibió los despachos de coronel efectivo. Después de esta batalla, Urquiza avanzó hasta Buenos Aires, y firmó el Pacto de San José de Flores, en el que Buenos Aires condicionaba fuertemente su incorporación a la Nación. En ese momento López Jordán comenzó a dudar de la firmeza de su jefe; la situación llevaría inevitablemente hacia un nuevo enfrentamiento.
Cuando Urquiza dejó la presidencia y recuperó la gobernación de Entre Ríos, llevó a López Jordán como uno de sus ministros el 1 de mayo de 1860. Por esa época compró la estancia Arroyo Grande, cerca de la costa del Uruguay.

## Su enemistad con Urquiza
En 1861 fue nombrado por el presidente Santiago Derqui jefe de una de las dos columnas de caballería con que se pelearía el 17 de septiembre en la Batalla de Pavón. En esa batalla, López Jordán, Juan Saá y Benjamín Virasoro derrotaron a la caballería porteña por completo, mientras la infantería federal fue rechazada. Pero Urquiza, sin poner en juego todo su ejército, se retiró con toda la infantería, la artillería y las fuerzas de reserva. Todos los federales pensaron que Urquiza se había pasado al bando porteño, lo que es relativamente cierto: acordó tácitamente con el futuro presidente Bartolomé Mitre que se le permitiría mantener el poder en su provincia, sin intromisiones; pero a cambio abandonaba a la Confederación a su suerte.
Derqui nombró generales a sus dos jefes vencedores, Saá y López Jordán, el 20 de septiembre; pero éstos no podían defenderlo. Este último regresó a Entre Ríos, por orden de Urquiza y renunció a sus cargos públicos. Poco después, Derqui renunciaba y la Confederación Argentina se disolvía. Al año siguiente, después de haber cambiado casi todos los gobiernos provinciales (con la excepción de Entre Ríos), Mitre fue elegido presidente.
López Jordán jamás perdonó a Urquiza haberse retirado de Pavón y lo culpó de que la organización nacional estuviese en manos del centralismo porteño. Pero por el momento, no se decidió a la acción, aún creía en Urquiza, aunque cada vez menos.
Durante los años siguientes, López Jordán presenció desde su provincia cómo los federales del oeste de la Argentina y de Corrientes eran destrozados sin que el jefe del partido federal (Urquiza) interviniera. Vio también cómo una invasión apoyada por Buenos Aires y el Brasil derrocaba al presidente legal del Uruguay y la flota brasileña destruía su ciudad natal de Paysandú. Urquiza no intervino.
En 1864 López Jordán se presentó como candidato a suceder a Urquiza como gobernador de Entre Ríos, pero este se pronunció por la candidatura de su sobrino José María Domínguez, una persona totalmente sometida a su jefe político, que resultó elegida.
La guerra en el Uruguay provocó la reacción paraguaya, que llevó a la Guerra de la Triple Alianza. Urquiza llamó al pueblo entrerriano a la guerra contra el Paraguay, López Jordán lo acompañó, pero luego le respondió:

"Usted nos llama para combatir al Paraguay. Nunca, general, ese pueblo es nuestro amigo. Llámenos para pelear a porteños y brasileños. Estamos prontos. Estos son nuestros enemigos."

Urquiza ordenó la movilización de las fuerzas de Entre Ríos en el campamento de Basualdo en el norte de la provincia. Se presentaron 8.000 hombres, pero casi todos creían que iban a unirse a los paraguayos contra los brasileños. Pero cuando descubrieron de qué lado iban a pelear, simplemente se fueron a sus casas. López Jordán apoyó y celebró la deserción y fue acusado de instigarla. Cuando Urquiza logró reunir nuevamente su ejército en el campamento de Toledo, volvieron a desertar. Sólo 800 entrerrianos fueron a la guerra y muy pocos volvieron.
En 1867 estalló en Mendoza y La Rioja la revolución dirigida por Juan Saá, Juan de Dios Videla y Felipe Varela, que invocaron el nombre de Urquiza y le pidieron apoyo. Urquiza no se movió y la revuelta fue rápidamente derrotada. Una poderosa oposición censuraba a Urquiza, pero el poder del caudillo era mayor y hubo muchos arrestos.
En 1868 Urquiza perdió las elecciones a presidente pero volvió a ser gobernador de Entre Ríos en el mes de abril elegido por la Legislatura, pese al respaldo popular que tenía la candidatura de López Jordán. Ese mismo año, una invasión de fuerzas nacionales que apoyaba una revolución en Corrientes fue derrotada por López Jordán y Justo Carmelo Urquiza, hijo del caudillo, el 31 de junio en Arroyo Garay, mientras circulaban rumores de una posible rebelión jordanista.
Al año siguiente terminaba la Guerra del Paraguay; el costo para la Argentina fue de más de 10 mil muertos. Pocos meses más tarde, Urquiza recibía en su palacio San José al presidente Domingo Faustino Sarmiento, el más encarnizado enemigo de los federales. López Jordán se preparó para la revolución.
El 11 de abril de 1870 estalló la revolución: como primer paso, una partida de 50 hombres al mando de Simón Luengo penetró en el palacio San José, con el objeto de apresar a Urquiza, pero este se defendió a tiros y terminó muerto. Ese mismo día eran asesinados en Concordia también sus hijos Justo Carmelo y Waldino Urquiza, ambos amigos íntimos de López Jordán.
Tres días más tarde, López Jordán era elegido gobernador provisorio por la Legislatura, para completar el período de gobierno de Urquiza. En su discurso de asunción apoyó la revolución y apenas mencionó de paso que "he deplorado que... no hubiesen hallado otro camino que la víctima ilustre que se inmoló." Más tarde fue querer encabezar una rebelión contra el gobierno nacional. No lo hizo y en realidad tampoco tuvo tiempo.

## La rebelión jordanista
Sarmiento tomó la revolución y el asesinato como una provocación en su contra y envió a Entre Ríos el 19 de abril de 1870 un Ejército de Observación con veteranos de la Guerra del Paraguay que se situó en Gualeguaychú. Nunca declaró a su gobierno intervenido (el Congreso Nacional se oponía a esto), directamente dictó un decreto el 25 de abril que le declaró la guerra como a un país enemigo y declaró a López Jordán y a quienes lo acompañaren reo de rebelión. Tres generales atacaron al mismo tiempo: Emilio Mitre desembarcó en Gualeguaychú, Emilio Conesa en Paraná y Juan Andrés Gelly y Obes entró desde Corrientes.
Se sucedieron una serie de combates pero López Jordán fue finalmente derrotado en la Batalla de Ñaembé en Corrientes, por lo que huyó al Brasil con 1500 hombres.
Los primeros números del diario La Patria de Goya, fueron hechos con tipos que se encontraron en los cajones de las carretas tomadas al Gral. López Jordán después de la derrota que sufriera en Ñaembé, dado que los jordanistas utilizaban letras de imprenta ante la carencia de balas.[cita requerida]
En su ausencia, hubo elecciones en Entre Ríos, pero sin candidatos federales, que estaban prohibidos y con muy pocos votantes. El gobernador Emilio Duportal hizo desplazar a todos los federales de todos los puestos públicos, incluso a los curas y los maestros. Las tierras públicas fueron vendidas en subastas "públicas", reservadas a los amigos del gobierno; muchos colonos fueron expulsados de sus tierras, y la policía, formada por forasteros, cometió toda clase de atropellos y crímenes. Avergonzado, Duportal renunció y la provincia quedó en manos de Leonidas Echagüe, hijo del exgobernador Pascual Echagüe, que no tuvo los problemas morales del anterior.
Regresó a Entre Ríos el 1 de mayo de 1873. El 28 de mayo Sarmiento envió a la Cámara de Diputados un proyecto de ley ofreciendo 100 000 pesos por la cabeza de López Jordán y 10 000 pesos por la de Mariano Querencio, además de 1000 pesos por las cabezas de los “autores de excesos cometidos por la revolución”.
El 9 de diciembre los generales Gainza y Vedia lo derrotaron en la Batalla de Don Gonzalo, en donde fueron estrenados los fusiles Remington haciendo estragos entre los jordanistas. El 25 de diciembre López Jordán cruzó el río Uruguay por el paso de Cupalén, asilándose en la República Oriental del Uruguay. La provincia volvió a ser sometida por la fuerza y el partido federal quedó muy debilitado por centenares de arrestos. 
López Jordán hizo nuevos planes, que incluían una revolución en todo el país con el apoyo del Brasil. Regresó a su provincia el 25 de noviembre de 1876, pero esta vez no tuvo apoyo. El 7 de diciembre uno de sus destacamentos fue aniquilado por el general Juan Ayala en el Combate de Alcaracito (departamento La Paz), donde muchos prisioneros (entre ellos un coronel, sobrino del exgobernador correntino Genaro Berón de Astrada) fueron fusilados. Era el final de la última aventura federal. El 16 de diciembre López Jordán huye hacia Corrientes, pero traicionado por un amigo fue puesto a disposición de la justicia federal en Goya. 
Estuvo preso en Curuzú Cuatiá, Goya, Paraná y Rosario; su juicio fue pospuesto durante tres años, hasta que escapó de la prisión con la ayuda de su esposa Dolores Puig, disfrazado de mujer el 12 de agosto de 1879. El 3 de septiembre pidió asilo en Fray Bentos (Uruguay).
Se exilió en Montevideo hasta fines de 1888, en que gracias a una ley de amnistía decretada por el presidente Miguel Juárez Celman en agosto de ese año, regresó al país radicándose en Buenos Aires, en donde solicitó ser reincorporado al Ejército Argentino. Pero el 22 de junio de 1889 fue asesinado en la calle por el joven Aurelio Casas, a quien le habían dicho que López Jordán había ordenado asesinar a su padre, el capitán Zenón Casas, que en realidad había sido muerto por orden del comandante uruguayo Cornelio Oviedo en mayo de 1873. La familia de Urquiza obsequió luego 35.000 pesos a la esposa de Aurelio Casas.
En 1989 los restos de Ricardo López Jordán fueron trasladados a Entre Ríos y depositados provisoriamente en el panteón de la familia Pérez Colman en Paraná hasta que el 29 de noviembre de 1995 fueron trasladados hasta un mausoleo erigido en la plaza Carbó de Paraná.